# К-15 (канонерская лодка)
К-15 — речная канонерская лодка Белого флота.

## История создания
По одним источникам, К-15 оборудована в начале 1917 года для действий на реке Дунай из мобилизованной паровой шаланды.
По другим источникам, вооружена и укомплектована морскими офицерами и добровольцами в марте 1919 года в Севастополе под командой старшего лейтенанта А. А. Остолопова. Из-за всеобщей забастовки в то время две 6-дюймовых — 152-мм пушки «Канэ» со щитами устанавливались личным составом канлодки с помощью портового крана, которым также управляли офицеры корабля.
Помимо этого К-15 оборудована 75-мм зенитным орудием, пулемётами, дальномером и прожектором. Была оборудована бронированная боевая рубка, а борта защищены броневыми листами. Канонерская лодка развивала скорость не более 6 узлов при тихой погоде.

## История службы
В начале апреля К-15 в составе небольшого отряда кораблей под командой капитана 1-го ранга Александра Дмитриевича Бубнова, в который также входили малые английские мониторы, поддерживала оборону перекопских позиций со стороны мелководного Егорлыцкого залива.
После падения Перекопа, К-15 послана в Азовское море к деревне Ак-Манай у основания Арабатской стрелки. Здесь упирался в море правый фланг войск генерала А. А. Боровского, которые прикрывали Керченский полуостров, задержавшись на линии Феодосия—Ак-Манай. Однако, из-за своей тихоходности (2–3 узла) канонерка «К-15» подошла к Ак-Манаю только 2 мая, на следующий день после наступления красных, в ходе которого Ак-Манай ими взят и отбит белыми обратно лишь с помощью огня артиллерии стоявших у Ак-Маная судов.
У Ак-Маная действовало два монитора, вооруженные 9-дюймовой пушкой каждый и несколько английских легких судов с пятидюймовой артиллерией, а также русский вооруженный ледокол «Полезный», оборудованный 75-мм орудиями.
Через несколько дней красные снова начали наступление, но в этот раз они действовали вне видимости с судов. Однако, в этом бою, благодаря телефонной связи с береговыми наблюдательными постами, судовая артиллерия сыграла решающую роль.
Как свидетельствует участник событий И. Холодковский:
О силе огня в этот день можно судить по тому, что мы с «К-15» выпустили по своему участку 187 6" снарядов, то есть более 90 снарядов на пушку, при подаче вручную по вертикальному железному трапу из погреба на верхнюю палубу. Какое же количество снарядов могли выпустить английские пятидюймовки? Вся эта масса металла обрушивалась на левую наступающую группу и отчасти на центр красных (по которому стреляли мониторы). По правой же группе стреляли из Феодосийского залива только что укомплектованный крейсер «Кагул» (впоследствии «Генерал Корнилов») и дредноут «Лемнос». Немудрено, что наступление красных захлебнулось.
После этого боя мы простояли у Ак-Маная около двух недель, обстреливая расположение противника. Затем «К-15» была послана на реку Дон для поддержки наступавших вверх по реке донцов. Однако в Ростове выяснилось, что осадка лодки не позволяет ей пройти средний Дон, и мы вернулись в Таганрог.
Впоследствии в составе русско-английского отряда кораблей К-15 участвовала в поддержке высадки белого десанта в Геническе.
Позднее «вследствие путаницы в штабах», К-15 отозвана в Новороссийск, разоружена и сдана в порт, а личный состав сперва отправлен в Севастополь для назначения на суда Днепровской флотилии, но из-за «той же путаницы» пополнен и отправлен в Каспийское море.
26 марта 1920 года эвакуировала из Новороссийска в Феодосию около 300 казаков.